# Europejska Formuła 3 Sezon 2017
Europejska Formuła 3 Sezon 2017 – piętnasty sezon od utworzenia Mistrzostw Europejskiej Formuły 3, a piąty od ich reaktywowania w 2012 roku. Rozpoczął się 14 kwietnia na brytyjskim torze Silverstone, a zakończył 16 października na Hockenheimring.

## Lista startowa
Wszystkie zespoły używały nadwozia Dallary.
| Zespół                | Nr | Kierowca            | Status | Silnik     | Rundy       |
| --------------------- | -- | ------------------- | ------ | ---------- | ----------- |
| Motopark              | 1  | Joel Eriksson       |        | Volkswagen | Wszystkie   |
| Motopark              | 4  | Jüri Vips           | G      | Volkswagen | 28–30       |
| Motopark              | 10 | Petru Florescu      |        | Volkswagen | 22–27       |
| Motopark              | 33 | Marino Satō         | R      | Volkswagen | Wszystkie   |
| Motopark              | 47 | Keyvan Andres Soori |        | Volkswagen | Wszystkie   |
| Motopark              | 55 | David Beckmann      |        | Volkswagen | 10–30       |
| Prema Powerteam       | 3  | Maximilian Günther  |        | Mercedes   | Wszystkie   |
| Prema Powerteam       | 8  | Zhou Guanyu         |        | Mercedes   | Wszystkie   |
| Prema Powerteam       | 25 | Mick Schumacher     | R      | Mercedes   | Wszystkie   |
| Prema Powerteam       | 53 | Callum Ilott        |        | Mercedes   | Wszystkie   |
| Van Amersfoort Racing | 5  | Pedro Piquet        |        | Mercedes   | Wszystkie   |
| Van Amersfoort Racing | 15 | Max Defourny        | R      | Mercedes   | 22–24       |
| Van Amersfoort Racing | 16 | Felipe Drugovich    | G      | Mercedes   | 28–30       |
| Van Amersfoort Racing | 17 | Harrison Newey      |        | Mercedes   | Wszystkie   |
| Van Amersfoort Racing | 55 | David Beckmann      |        | Mercedes   | 1–10        |
| Van Amersfoort Racing | 96 | Joey Mawson         | R      | Mercedes   | Wszystkie   |
| Hitech Grand Prix     | 7  | Ralf Aron           |        | Mercedes   | Wszystkie   |
| Hitech Grand Prix     | 11 | Tadasuke Makino     |        | Mercedes   | 1–15, 19–30 |
| Hitech Grand Prix     | 34 | Jake Hughes         |        | Mercedes   | 1–30        |
| Hitech Grand Prix     | 99 | Nikita Mazepin      |        | Mercedes   | Wszystkie   |
| Carlin                | 21 | Jake Dennis         |        | Volkswagen | 1–9         |
| Carlin                | 21 | Ameya Vaidyanathan  |        | Volkswagen | 16–24       |
| Carlin                | 21 | Devlin Defrancesco  | G      | Volkswagen | 25–30       |
| Carlin                | 27 | Jehan Daruvala      | R      | Volkswagen | Wszystkie   |
| Carlin                | 31 | Lando Norris        | R      | Volkswagen | Wszystkie   |
| Carlin                | 37 | Sacha Fenestraz     | R      | Volkswagen | 22–24       |
| Carlin                | 62 | Ferdinand Habsburg  |        | Volkswagen | Wszystkie   |

| Ikona | Legenda   |
| ----- | --------- |
| R     | Debiutant |
| G     | Gość      |

## Kalendarz wyścigów
Kalendarz na sezon 2017 został zatwierdzony 16 grudnia 2016 roku.
| Runda | Runda | Data            | Tor                          | Pole Position      | Najszybsze okrążenie | Zwycięzca (kierowcy) | Zwycięzca (zespoły) | Najlepszy debiutant | Imprezy towarzyszące              |
| ----- | ----- | --------------- | ---------------------------- | ------------------ | -------------------- | -------------------- | ------------------- | ------------------- | --------------------------------- |
| 1     | 1     | 14 kwietnia     | Silverstone Circuit          | Lando Norris       | Lando Norris         | Lando Norris         | Carlin              | Lando Norris        | 6 Hours of Silverstone            |
| 1     | 2     | 15 kwietnia     | Silverstone Circuit          | Callum Ilott       | Joel Eriksson        | Joel Eriksson        | Motopark            | Mick Schumacher     | 6 Hours of Silverstone            |
| 1     | 3     | 16 kwietnia     | Silverstone Circuit          | Callum Ilott       | Callum Ilott         | Callum Ilott         | Prema Powerteam     | Lando Norris        | 6 Hours of Silverstone            |
| 2     | 4     | 29 kwietnia     | Autodromo Nazionale di Monza | Jehan Daruvala     | Lando Norris         | Lando Norris         | Carlin              | Lando Norris        | World Touring Car Championship    |
| 2     | 5     | 29 kwietnia     | Autodromo Nazionale di Monza | Joel Eriksson      | Callum Ilott         | Joel Eriksson        | Motopark            | Lando Norris        | World Touring Car Championship    |
| 2     | 6     | 30 kwietnia     | Autodromo Nazionale di Monza | Joel Eriksson      | Joel Eriksson        | Callum Ilott         | Prema Powerteam     | Lando Norris        | World Touring Car Championship    |
| 3     | 7     | 20 maja         | Circuit de Pau-Ville         | Callum Ilott       | Lando Norris         | Joel Eriksson        | Motopark            | Lando Norris        | Grand Prix Pau                    |
| 3     | 8     | 21 maja         | Circuit de Pau-Ville         | Lando Norris       | Maximilian Günther   | Maximilian Günther   | Prema Powerteam     | Lando Norris        | Grand Prix Pau                    |
| 3     | 9     | 21 maja         | Circuit de Pau-Ville         | Lando Norris       | Lando Norris         | Maximilian Günther   | Prema Powerteam     | Jehan Daruvala      | Grand Prix Pau                    |
| 4     | 10    | 17 czerwca      | Hungaroring                  | Maximilian Günther | Ferdinand Habsburg   | Maximilian Günther   | Prema Powerteam     | Jehan Daruvala      | Deutsche Tourenwagen Masters      |
| 4     | 11    | 18 czerwca      | Hungaroring                  | Callum Ilott       | Callum Ilott         | Callum Ilott         | Prema Powerteam     | Joey Mawson         | Deutsche Tourenwagen Masters      |
| 4     | 12    | 18 czerwca      | Hungaroring                  | Joel Eriksson      | Joel Eriksson        | Joel Eriksson        | Motopark            | Lando Norris        | Deutsche Tourenwagen Masters      |
| 5     | 13    | 1 lipca         | Norisring                    | Jake Hughes        | Ralf Aron            | Maximilian Günther   | Prema Powerteam     | Jehan Daruvala      | Deutsche Tourenwagen Masters      |
| 5     | 14    | 2 lipca         | Norisring                    | Ralf Aron          | Callum Ilott         | Lando Norris         | Carlin              | Lando Norris        | Deutsche Tourenwagen Masters      |
| 5     | 15    | 2 lipca         | Norisring                    | Maximilian Günther | Callum Ilott         | Jehan Daruvala       | Carlin              | Jehan Daruvala      | Deutsche Tourenwagen Masters      |
| 6     | 16    | 28 lipca        | Circuit de Spa-Francorchamps | Lando Norris       | Nikita Mazepin       | Lando Norris         | Carlin              | Lando Norris        | Blancpain GT Series Endurance Cup |
| 6     | 17    | 28 lipca        | Circuit de Spa-Francorchamps | Lando Norris       | Ferdinand Habsburg   | Ferdinand Habsburg   | Carlin              | Jehan Daruvala      | Blancpain GT Series Endurance Cup |
| 6     | 18    | 29 lipca        | Circuit de Spa-Francorchamps | Callum Ilott       | Joel Eriksson        | Lando Norris         | Carlin              | Lando Norris        | Blancpain GT Series Endurance Cup |
| 7     | 19    | 19 sierpnia     | Circuit Zandvoort            | Lando Norris       | Lando Norris         | Lando Norris         | Carlin              | Lando Norris        | Deutsche Tourenwagen Masters      |
| 7     | 20    | 20 sierpnia     | Circuit Zandvoort            | Callum Ilott       | Callum Ilott         | Callum Ilott         | Prema Powerteam     | Lando Norris        | Deutsche Tourenwagen Masters      |
| 7     | 21    | 20 sierpnia     | Circuit Zandvoort            | Lando Norris       | Callum Ilott         | Lando Norris         | Carlin              | Lando Norris        | Deutsche Tourenwagen Masters      |
| 8     | 22    | 9 września      | Nürburgring                  | Lando Norris       | Max Defourny         | Lando Norris         | Carlin              | Lando Norris        | Deutsche Tourenwagen Masters      |
| 8     | 23    | 10 września     | Nürburgring                  | Jake Hughes        | Jake Hughes          | Jake Hughes          | Hitech Grand Prix   | Lando Norris        | Deutsche Tourenwagen Masters      |
| 8     | 24    | 10 września     | Nürburgring                  | Callum Ilott       | Lando Norris         | Lando Norris         | Carlin              | Lando Norris        | Deutsche Tourenwagen Masters      |
| 9     | 25    | 23 września     | Red Bull Ring                | Callum Ilott       | Callum Ilott         | Callum Ilott         | Prema Powerteam     | Lando Norris        | Deutsche Tourenwagen Masters      |
| 9     | 26    | 24 września     | Red Bull Ring                | Joel Eriksson      | Lando Norris         | Joel Eriksson        | Motopark            | Lando Norris        | Deutsche Tourenwagen Masters      |
| 9     | 27    | 24 września     | Red Bull Ring                | Joel Eriksson      | Jake Hughes          | Joel Eriksson        | Motopark            | Jehan Daruvala      | Deutsche Tourenwagen Masters      |
| 10    | 28    | 14 października | Hockenheimring               | Callum Ilott       | Lando Norris         | Joel Eriksson        | Motopark            | Lando Norris        | Deutsche Tourenwagen Masters      |
| 10    | 29    | 14 października | Hockenheimring               | Callum Ilott       | Callum Ilott         | Callum Ilott         | Prema Powerteam     | Jehan Daruvala      | Deutsche Tourenwagen Masters      |
| 10    | 30    | 15 października | Hockenheimring               | Maximilian Günther | Maximilian Günther   | Maximilian Günther   | Prema Powerteam     | Lando Norris        | Deutsche Tourenwagen Masters      |

## Klasyfikacja kierowców
| Legenda oznaczeń w tabelach wyników Wyświetl szablon na nowej stronie | Legenda oznaczeń w tabelach wyników Wyświetl szablon na nowej stronie                                                                     |
| Oznaczenie                                                            | Wyjaśnienie |
| --------------------------------------------------------------------- | --- |
| Złoty                                                                 | Zwycięzca lub mistrzostwo |
| Srebrny                                                               | 2. miejsce lub wicemistrzostwo |
| Brązowy                                                               | 3. miejsce lub II wicemistrzostwo |
| Zielony                                                               | Ukończył, punktował (w klasyfikacji generalnej, gdy zdobył co najmniej jeden punkt na przestrzeni sezonu, poza trzema powyższymi opcjami) |
| Niebieski                                                             | Ukończył, nie punktował (w klasyfikacji generalnej, gdy nie zdobył co najmniej jednego punktu na przestrzeni sezonu)                      |
| Czerwony                                                              | Nie zakwalifikował się (NZ) |
| Czerwony                                                              | Nie prekwalifikował się (NPK) |
| Różowy                                                                | Nie ukończył (NU) |
| Różowy                                                                | Niesklasyfikowany (NS) (w klasyfikacji generalnej, gdy nie został sklasyfikowany w żadnym wyścigu sezonu)                                 |
| Czarny                                                                | Zdyskwalifikowany (DK) |
| Czarny                                                                | Wykluczony (WYK/EX) |
| Biały                                                                 | Nie wystartował (NW) |
| Biały                                                                 | Kontuzjowany (K/INJ) |
| Biały                                                                 | Wyścig odwołany (OD/C) |
| Bez koloru                                                            | Został wycofany (WYC/WD) |
| Bez koloru                                                            | Nie przybył (NP/DNA) |
| Bez koloru                                                            | Nie brał udziału w treningach (NT/DNP) |
| Bez koloru                                                            | Nie został zgłoszony (–) |
| Pogrubienie                                                           | Start z pole position |
| Kursywa                                                               | Najszybsze okrążenie wyścigu |
| †                                                                     | Nie ukończył, ale jego rezultat został zaliczony ze względu na przejechanie więcej niż 90% dystansu wyścigu.                              |
| *                                                                     | Sezon w trakcie |
| 1/2/3                                                                 | Punktowana pozycja w sprincie |
| Lista systemów punktacji Formuły 1                                    | |

| P                                                           | Kierowca            | GBR | GBR | GBR | ITA | ITA | ITA | FRA | FRA | FRA | HUN | HUN | HUN | NOR | NOR | NOR | BEL | BEL | BEL | NLD | NLD | NLD | NÜR | NÜR | NÜR | AUT | AUT | AUT | HOC | HOC | HOC | Pkt |
| ----------------------------------------------------------- | ------------------- | --- | --- | --- | --- | --- | --- | --- | --- | --- | --- | --- | --- | --- | --- | --- | --- | --- | --- | --- | --- | --- | --- | --- | --- | --- | --- | --- | --- | --- | --- | --- |
| 1                                                           | Lando Norris        | 1   | 9   | 3   | 1   | 2   | 2   | 2   | 2   | NU  | 8   | 14  | 3   | 11  | 1   | 3   | 1   | NU  | 1   | 1   | 3   | 1   | 1   | 2   | 1   | 4   | 2   | 17  | 2   | 11  | 4   | 441 |
| 2                                                           | Joel Eriksson       | 4   | 1   | 2   | 4   | 1   | 4   | 1   | NU  | 5   | 10  | 2   | 1   | 4   | 10  | 7   | 9   | 2   | 2   | 2   | 12  | 12  | 10  | 9   | 8   | 2   | 1   | 1   | 1   | 4   | 2   | 388 |
| 3                                                           | Maximilian Günther  | 3   | 4   | 4   | 7   | 4   | 3   | 3   | 1   | 1   | 1   | 6   | 6   | 1   | 3   | 2   | 3   | 3   | NU  | 3   | 7   | 3   | 13  | 11  | 7   | 3   | 7   | 5   | 10  | 2   | 1   | 383 |
| 4                                                           | Callum Ilott        | NU  | 2   | 1   | 9   | 7   | 1   | NU  | 3   | 2   | 5   | 1   | 2   | NU  | 9   | 9   | 14  | 6   | 4   | 5   | 1   | NU  | 4   | 3   | 4   | 1   | 4   | NU  | 4   | 1   | 5   | 344 |
| 5                                                           | Jake Hughes         | 13  | 3   | 13  | 10  | 13  | NU  | NU  | 6   | NU  | 2   | 4   | 7   | NU  | 2   | 5   | NU  | 4   | NU  | 8   | 2   | 5   | 2   | 1   | 2   | 11  | 13  | 16  | 11  | 5   | 8   | 207 |
| 6                                                           | Jehan Daruvala      | 10  | 8   | 6   | 2   | 8   | 9   | 10  | 9   | 11  | 3   | 8   | 9   | 6   | 4   | 1   | 4   | 5   | 5   | 9   | 16  | 14  | 6   | 10  | 5   | 13  | 5   | 6   | 5   | 8   | NU  | 191 |
| 7                                                           | Ferdinand Habsburg  | 12  | 13  | 12  | 3   | 5   | 5   | 8   | 8   | 6   | 15  | 10  | 12  | NU  | 15  | 8   | 8   | 1   | 6   | 4   | 6   | 2   | 5   | 6   | NU  | 6   | 9   | 4   | 3   | 20  | NU  | 186 |
| 8                                                           | Zhou Guanyu         | 7   | 7   | NU  | 5   | 6   | 10  | NU  | NU  | 10  | 7   | 3   | 4   | 3   | 8   | 12  | 12  | NU  | 3   | 16  | 8   | 4   | 9   | 13  | NU  | 9   | 19  | 14  | 13  | 3   | 3   | 149 |
| 9                                                           | Ralf Aron           | NU  | 16  | 10  | 8   | 9   | 8   | 5   | 5   | 3   | NU  | 12  | 13  | 9   | 5   | 4   | 11  | 8   | 7   | NU  | 10  | 8   | 14  | 5   | 3   | 12  | 6   | 18  | 8   | 10  | 19  | 123 |
| 10                                                          | Nikita Mazepin      | NU  | 15  | 7   | 11  | 10  | 11  | 4   | 7   | NU  | 12  | 11  | 10  | 10  | 18  | 10  | 2   | 7   | 11  | 11  | 11  | 10  | NU  | 16  | 16  | NU  | 3   | 2   | 6   | 6   | 7   | 108 |
| 11                                                          | Harrison Newey      | 6   | 10  | 9   | 17  | NU  | 15  | 6   | 4   | 4   | 6   | 18  | 18  | 5   | 7   | 15  | 7   | 13  | 9   | 10  | 4   | 7   | 12  | 8   | 6   | 19  | 12  | 11  | 14  | 14  | 17  | 106 |
| 12                                                          | Mick Schumacher     | 8   | 6   | 17  | 6   | 3   | 6   | 9   | 11  | 12  | 9   | 9   | 11  | 7   | 12  | NU  | 6   | 9   | 8   | 6   | 9   | 11  | 8   | 14  | 11  | 7   | 10  | 8   | 12  | 18  | 18  | 94  |
| 13                                                          | Joey Mawson         | 5   | 11  | 8   | 14  | 16  | NU  | NU  | 16  | NU  | 4   | 7   | 8   | NU  | 13  | 11  | 5   | 10  | 10  | 14  | 14  | 9   | 3   | 7   | 20  | 18  | 8   | 7   | 15  | 15  | 9   | 83  |
| 14                                                          | Pedro Piquet        | 9   | 18  | 11  | 16  | NU  | 7   | 7   | 13  | 8   | NU  | 13  | 14  | 2   | 6   | NU  | 10  | NU  | 12  | 7   | NU  | 6   | NU  | 17  | 13  | 10  | 15  | 15  | 7   | 7   | 6   | 80  |
| 15                                                          | Tadasuke Makino     | 11  | 19  | 15  | 12  | 14  | 13  | 13  | 12  | 7   | 13  | 16  | 17  | 8   | 14  | NU  | –   | –   | –   | NU  | 15  | 16  | 7   | 4   | 19  | 5   | 17  | 3   | 9   | 9   | 11  | 57  |
| 16                                                          | David Beckmann      | 14  | 17  | 14  | NU  | 15  | 14  | 11  | 14  | NU  | 11  | 5   | 5   | 12  | 11  | 6   | NU  | 15  | 16  | NU  | 5   | 13  | NU  | 15  | 15  | 8   | 11  | 9   | 17  | 13  | 10  | 45  |
| 17                                                          | Jake Dennis         | 2   | 5   | 5   | NU  | NU  | NU  | NU  | 10  | 9   | –   | –   | –   | –   | –   | –   | –   | –   | –   | –   | –   | –   | –   | –   | –   | –   | –   | –   | –   | –   | –   | 41  |
| 18                                                          | Max Defourny        | –   | –   | –   | –   | –   | –   | –   | –   | –   | –   | –   | –   | –   | –   | –   | –   | –   | –   | –   | –   | –   | 11  | 18  | 9   | –   | –   | –   | –   | –   | –   | 2   |
| 19                                                          | Marino Satō         | 16  | 12  | 18  | 13  | 11  | 12  | 14  | NU  | 13  | 16  | 15  | 15  | 13  | 16  | 13  | 15  | 11  | 14  | 15  | 18  | 17  | 16  | NU  | 12  | 14  | 16  | 10  | 18  | 19  | 16  | 1   |
| 20                                                          | Sacha Fenestraz     | –   | –   | –   | –   | –   | –   | –   | –   | –   | –   | –   | –   | –   | –   | –   | –   | –   | –   | –   | –   | –   | 15  | 12  | 10  | –   | –   | –   | –   | –   | –   | 1   |
| 21                                                          | Keyvan Andres Soori | 15  | 14  | 16  | 15  | 12  | NU  | 12  | 15  | NU  | 14  | 17  | 16  | 14  | 17  | 14  | 13  | 12  | 13  | 12  | 13  | 15  | 17  | 19  | 14  | 15  | 14  | NU  | 20  | NU  | 13  | 0   |
| 22                                                          | Ameya Vaidyanathan  | –   | –   | –   | –   | –   | –   | –   | –   | –   | –   | –   | –   | –   | –   | –   | 16  | 14  | 15  | 13  | 17  | 18  | 19  | 21  | 18  | –   | –   | –   | –   | –   | –   | 0   |
| 23                                                          | Petru Florescu      | –   | –   | –   | –   | –   | –   | –   | –   | –   | –   | –   | –   | –   | –   | –   | –   | –   | –   | –   | –   | –   | 18  | 20  | 17  | 17  | 18  | 13  | –   |     |     | 0   |
| Kierowcy startujący gościnnie, niezaliczani do klasyfikacji |                     |     |     |     |     |     |     |     |     |     |     |     |     |     |     |     |     |     |     |     |     |     |     |     |     |     |     |     |     |     |     |     |
|                                                             | Devlin Defrancesco  | –   | –   | –   | –   | –   | –   | –   | –   | –   | –   | –   | –   | –   | –   | –   | –   | –   | –   | –   | –   | –   | –   | –   | –   | 16  | 20  | 12  | 19  | 17  | 14  | 0   |
|                                                             | Felipe Drugovich    | –   | –   | –   | –   | –   | –   | –   | –   | –   | –   | –   | –   | –   | –   | –   | –   | –   | –   | –   | –   | –   | –   | –   | –   | –   | –   | –   | 16  | 16  | 15  | 0   |
|                                                             | Jüri Vips           | –   | –   | –   | –   | –   | –   | –   | –   | –   | –   | –   | –   | –   | –   | –   | –   | –   | –   | –   | –   | –   | –   | –   | –   | –   | –   | –   | 21  | 12  | 12  | 0   |
| P                                                           | Kierowca            | GBR | GBR | GBR | ITA | ITA | ITA | FRA | FRA | FRA | HUN | HUN | HUN | NOR | NOR | NOR | BEL | BEL | BEL | NLD | NLD | NLD | NÜR | NÜR | NÜR | AUT | AUT | AUT | HOC | HOC | HOC | Pkt |

## Klasyfikacja debiutantów
| Legenda oznaczeń w tabelach wyników Wyświetl szablon na nowej stronie | Legenda oznaczeń w tabelach wyników Wyświetl szablon na nowej stronie                                                                     |
| Oznaczenie                                                            | Wyjaśnienie |
| --------------------------------------------------------------------- | --- |
| Złoty                                                                 | Zwycięzca lub mistrzostwo |
| Srebrny                                                               | 2. miejsce lub wicemistrzostwo |
| Brązowy                                                               | 3. miejsce lub II wicemistrzostwo |
| Zielony                                                               | Ukończył, punktował (w klasyfikacji generalnej, gdy zdobył co najmniej jeden punkt na przestrzeni sezonu, poza trzema powyższymi opcjami) |
| Niebieski                                                             | Ukończył, nie punktował (w klasyfikacji generalnej, gdy nie zdobył co najmniej jednego punktu na przestrzeni sezonu)                      |
| Czerwony                                                              | Nie zakwalifikował się (NZ) |
| Czerwony                                                              | Nie prekwalifikował się (NPK) |
| Różowy                                                                | Nie ukończył (NU) |
| Różowy                                                                | Niesklasyfikowany (NS) (w klasyfikacji generalnej, gdy nie został sklasyfikowany w żadnym wyścigu sezonu)                                 |
| Czarny                                                                | Zdyskwalifikowany (DK) |
| Czarny                                                                | Wykluczony (WYK/EX) |
| Biały                                                                 | Nie wystartował (NW) |
| Biały                                                                 | Kontuzjowany (K/INJ) |
| Biały                                                                 | Wyścig odwołany (OD/C) |
| Bez koloru                                                            | Został wycofany (WYC/WD) |
| Bez koloru                                                            | Nie przybył (NP/DNA) |
| Bez koloru                                                            | Nie brał udziału w treningach (NT/DNP) |
| Bez koloru                                                            | Nie został zgłoszony (–) |
| Pogrubienie                                                           | Start z pole position |
| Kursywa                                                               | Najszybsze okrążenie wyścigu |
| †                                                                     | Nie ukończył, ale jego rezultat został zaliczony ze względu na przejechanie więcej niż 90% dystansu wyścigu.                              |
| *                                                                     | Sezon w trakcie |
| 1/2/3                                                                 | Punktowana pozycja w sprincie |
| Lista systemów punktacji Formuły 1                                    | |

| P | Kierowca        | GBR | GBR | GBR | ITA | ITA | ITA | FRA | FRA | FRA | HUN | HUN | HUN | NOR | NOR | NOR | BEL | BEL | BEL | NLD | NLD | NLD | NÜR | NÜR | NÜR | AUT | AUT | AUT | HOC | HOC | HOC | Pkt |
| - | --------------- | --- | --- | --- | --- | --- | --- | --- | --- | --- | --- | --- | --- | --- | --- | --- | --- | --- | --- | --- | --- | --- | --- | --- | --- | --- | --- | --- | --- | --- | --- | --- |
| 1 | Lando Norris    | 1   | 9   | 3   | 1   | 2   | 2   | 2   | 2   | NU  | 8   | 14  | 3   | 11  | 1   | 3   | 1   | NU  | 1   | 1   | 3   | 1   | 1   | 2   | 1   | 4   | 2   | 17  | 2   | 11  | 4   | 441 |
| 2 | Jehan Daruvala  | 10  | 8   | 6   | 2   | 8   | 9   | 10  | 9   | 11  | 3   | 8   | 9   | 6   | 4   | 1   | 4   | 5   | 5   | 9   | 16  | 14  | 6   | 10  | 5   | 13  | 5   | 6   | 5   | 8   | NU  | 191 |
| 3 | Mick Schumacher | 8   | 6   | 17  | 6   | 3   | 6   | 9   | 11  | 12  | 9   | 9   | 11  | 7   | 12  | NU  | 6   | 9   | 8   | 6   | 9   | 11  | 8   | 14  | 11  | 7   | 10  | 8   | 12  | 18  | 18  | 94  |
| 4 | Joey Mawson     | 5   | 11  | 8   | 14  | 16  | NU  | NU  | 16  | NU  | 4   | 7   | 8   | NU  | 13  | 11  | 5   | 10  | 10  | 14  | 14  | 9   | 3   | 7   | 20  | 18  | 8   | 7   | 15  | 15  | 9   | 83  |
| 5 | Max Defourny    | –   | –   | –   | –   | –   | –   | –   | –   | –   | –   | –   | –   | –   | –   | –   | –   | –   | –   | –   | –   | –   | 11  | 18  | 9   | –   | –   | –   | –   | –   | –   | 2   |
| 6 | Marino Satō     | 16  | 12  | 18  | 13  | 11  | 12  | 14  | NU  | 13  | 16  | 15  | 15  | 13  | 16  | 13  | 15  | 11  | 14  | 15  | 18  | 17  | 16  | NU  | 12  | 14  | 16  | 10  | 18  | 19  | 16  | 1   |
| 7 | Sacha Fenestraz | –   | –   | –   | –   | –   | –   | –   | –   | –   | –   | –   | –   | –   | –   | –   | –   | –   | –   | –   | –   | –   | 15  | 12  | 10  | –   | –   | –   | –   | –   | –   | 1   |
| P | Kierowca        | GBR | GBR | GBR | ITA | ITA | ITA | FRA | FRA | FRA | HUN | HUN | HUN | NOR | NOR | NOR | BEL | BEL | BEL | NLD | NLD | NLD | NÜR | NÜR | NÜR | AUT | AUT | AUT | HOC | HOC | HOC | Pkt |

## Klasyfikacja zespołów
| Poz | Zespół                | Punkty |
| --- | --------------------- | ------ |
| 1   | Prema Powerteam       | 829    |
| 2   | Carlin                | 702    |
| 3   | Motopark              | 614    |
| 4   | Hitech GP             | 463    |
| 5   | Van Amersfoort Racing | 357    |